# Trópico de Capricórnio

Mapa-múndi mostrando o Trópico de Capricórnio em vermelho

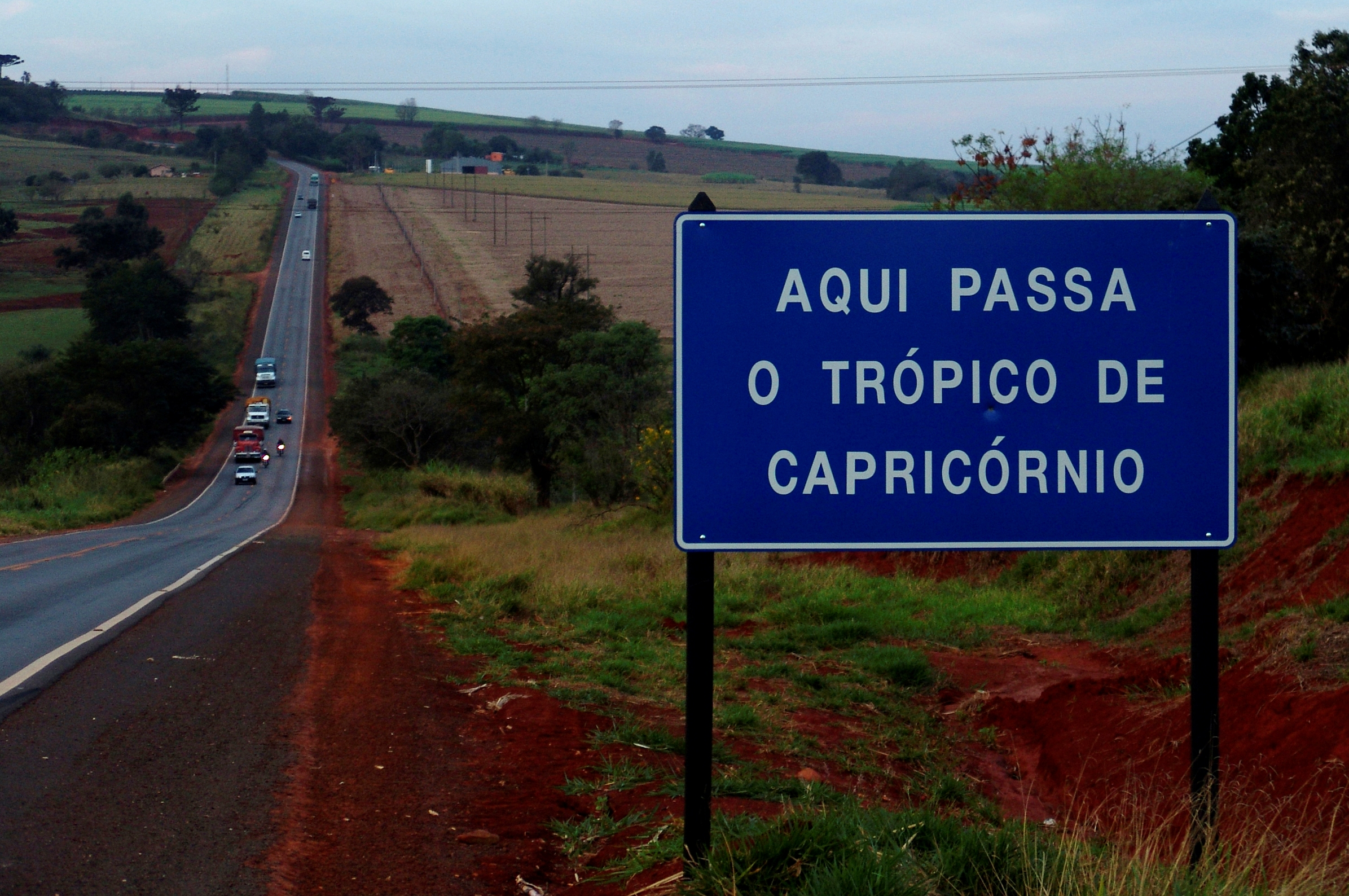
Indicação do Trópico de Capricórnio na Rodovia SP-255, próximo a Itaí, São Paulo, Brasil.

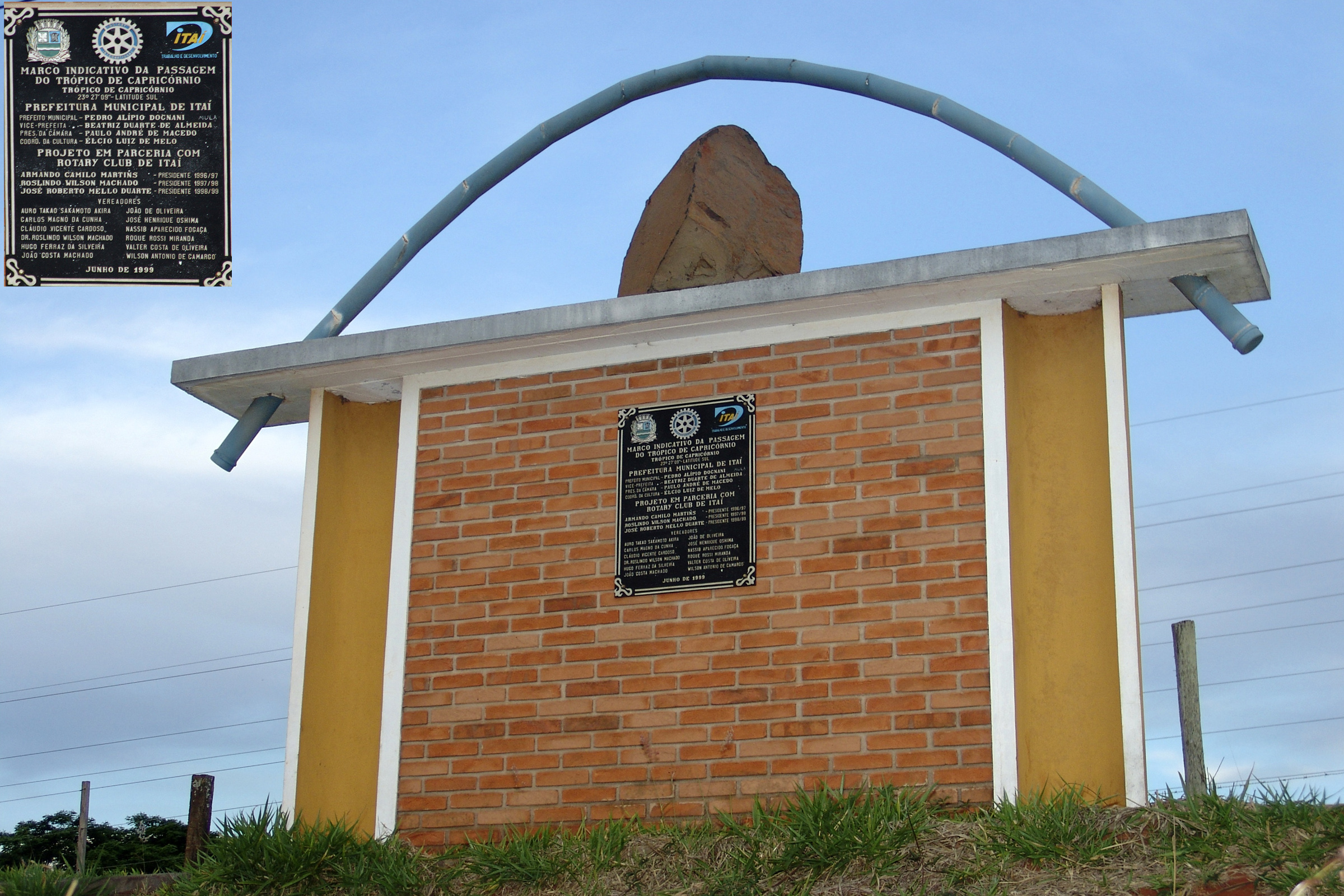
Marco na Rodovia SP-255- Long. 49º07'21" W, Brasil

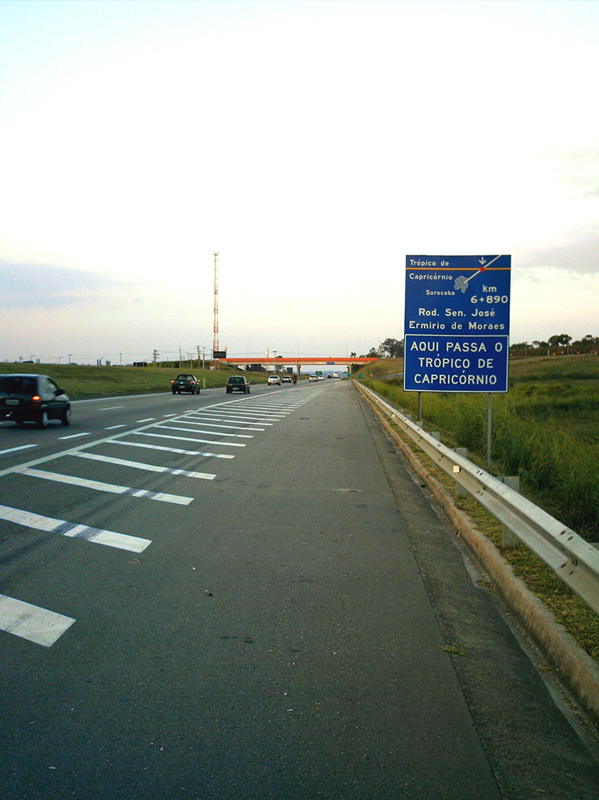
Indicação do Trópico de Capricórnio na rodovia SP-75, próximo a Sorocaba, São Paulo, Brasil.

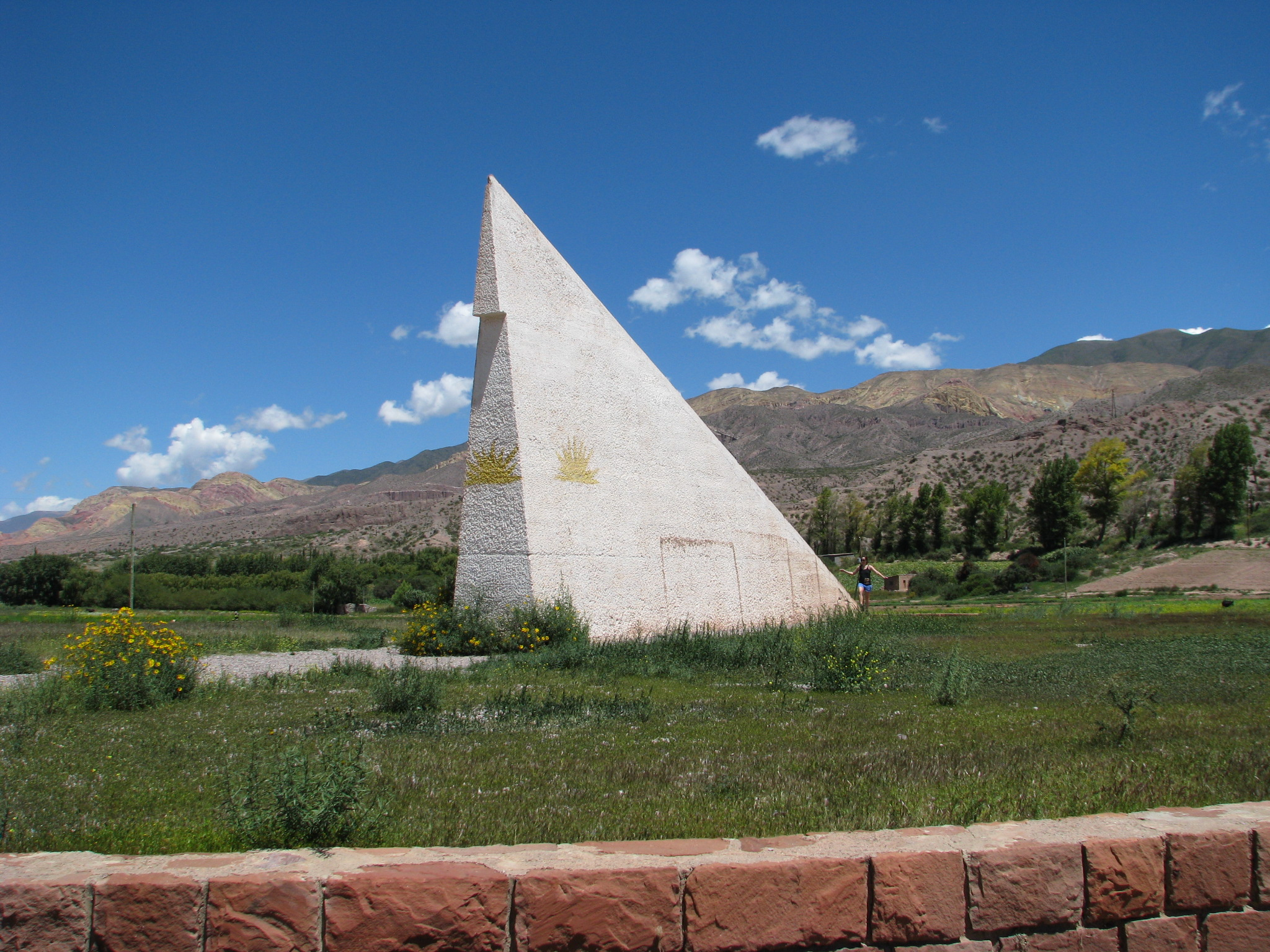
Relógio de sol do Trópico de Capricórnio, Jujuy (província), Argentina

O Trópico de Capricórnio é um dos cinco principais círculos de latitude que marcam mapas da Terra. Delimita a zona tropical sul, que corresponde a um limite do solstício, que é a declinação mais meridional da elíptica do Sol sobre o equador celeste. Em outras palavras, é o local mais ao sul do planeta aonde o Sol consegue atingir o ponto mais alto no céu (zênite) em algum momento no ano, ou seja, o Sol nunca atingirá o zênite em latitudes mais ao sul do que o Trópico de Capricórnio. É uma linha geográfica imaginária localizada ao sul do equador e, em 6 de maio de 2020, indicava a latitude 23,4366° Sul (ou 23° 26′ 12" de latitude sul). A sua latitude varia lentamente, e usando uma fórmula que atualiza constantemente, ela está atualmente em 23.43597°S (ou 23°26′09″S).
Cartograficamente, é representado por uma linha pontilhada, que divide a zona tropical sul da zona temperada sul.
Atravessa três continentes, onze países e os três grandes oceanos.

## Zênite solar
Para que se entenda em termos práticos a definição dos trópicos de Câncer e de Capricórnio, pode-se considerar a posição o zênite do Sol.
Nos pontos da Terra situados exatamente sobre trópicos de  Câncer  e de Capricórnio, haverá ao menos um momento, num único dia a cada ano, em que o Sol estará em seu completo zênite. Isso ocorrerá na data do solstício de verão do respectivo hemisfério. Estará totalmente "a pino", de modo que as sombras dos objetos ficarão exatamente sob os mesmos. Isso ocorre por volta de meio-dia, variando essa hora em função da posição relativa do local dentro do seu fuso horário.
Em dois dias do ano, nos pontos da  Terra  situados  entre os trópicos de Câncer e de Capricórnio,  haverá um momento  de "sol a pino"' (zênite). Sobre a linha do equador, essas duas datas são os equinócios (20~21 de março; 22~23 de setembro), separados entre si por cerca de 6 meses.
À medida que as latitudes se afastam do  equador, a diferença entre as datas dos dois zênites solares vai se reduzindo - começando de seis meses, no equador - até chegar a zero, quando o zênite ocorre em uma data única, sobre os dois trópicos (23º26'14" N e 23º26'14" S)
Ao  norte do Trópico de Câncer e ao  sul do Trópico de Capricórnio,  o Sol jamais fica  no seu zênite.
Apresenta-se a seguir uma tabela indicando latitudes Sul aproximadas e datas dos zênites, considerando-se 2010 e 2011
| Latitude Sul                  | Zênite 2010    | Zênite 2011     | Diferença (dias) |
| ----------------------------- | -------------- | --------------- | ---------------- |
| 23°26’ Trópico de Capricórnio | 22 de dezembro | 22 de dezembro  | 0                |
| 22,5°                         | 6 de dezembro  | 8 de janeiro    | 33               |
| 21°                           | 26 de novembro | 18 de janeiro   | 53               |
| 20°                           | 22 de novembro | 22 de janeiro   | 61               |
| 19,5°                         | 19 de novembro | 25 de janeiro   | 67               |
| 18°                           | 13 de novembro | 31 de janeiro   | 79               |
| 16.5°                         | 8 de novembro  | 5 de fevereiro  | 89               |
| 15°                           | 3 de novembro  | 10 de fevereiro | 99               |
| 13,5°                         | 29 de outubro  | 15 de fevereiro | 109              |
| 12°                           | 24 de outubro  | 20 de fevereiro | 119              |
| 10°                           | 19 de outubro  | 24 de fevereiro | 128              |
| 9°                            | 16 de outubro  | 28 de fevereiro | 135              |
| 7°                            | 11 de outubro  | 4 de março      | 144              |
| 6°                            | 8 de outubro   | 6 de março      | 149              |
| 5°                            | 6 de outubro   | 8 de março      | 153              |
| 3,5°                          | 2 de outubro   | 12 de março     | 161              |
| 2,5°                          | 29 de setembro | 15 de março     | 167              |
| 1,5°                          | 27 de setembro | 17 de março     | 171              |
| 1°                            | 25 de setembro | 19 de março     | 175              |
| 0° Equador                    | 22 de setembro | 21 de março     | 180              |

## Variações
Tanto o Trópico de Câncer como o Trópico de Capricórnio têm sua latitude (a qual é consequência da inclinação do eixo terrestre em relação à eclíptica) de 23°26'14" variável. O ciclo de variação tem uma equação bastante complexa. Seu período é de cerca de 41 mil anos - a inclinação variando entre 22,1° e 24,5°. Atualmente, essa inclinação se reduz em cerca de 0,47" a cada  ano. Outro fator que influi nessa inclinação é o movimento de nutação, que faz variar esse ângulo em 9,21",  num ciclo de 18,7 anos.

## Cruzamentos
De oeste para leste, a partir do meridiano de Greenwich, o Trópico de Capricórnio tem os seguintes cruzamentos
| País, território ou mar | Notas |
| ----------------------- | --- |
| Oceano Atlântico        | |
| Namíbia                 | |
| Botswana                | |
| África do Sul           | Conta com um distrito de Capricorn, província de Limpopo |
| Moçambique              | Gaza Inhambane |
| Oceano Índico           | Canal de Moçambique |
| Madagáscar              | Toliara Fianarantsoa |
| Oceano Índico           | |
| Austrália               | Austrália Ocidental Território do Norte Queensland (conta com um Parque Nacional Caios de Capricórnia e um Parque Nacional Costa de Capricórnio, ambos em Queensland) |
| Oceano Pacífico         | Mar de Coral, passa a sul do Recife Cato nas Ilhas do Mar de Coral, da Austrália                                                                                      |
| Oceano Pacífico         | Passa a norte dos Recifes Minerva ( Tonga), e a sul de Tubuai ( Polinésia Francesa)                                                                                   |
| Chile                   | Região de Antofagasta |
| Argentina               | Jujuy Salta Jujuy Formosa |
| Paraguai                | Boquerón Presidente Hayes Concepción San Pedro Amambay |
| Brasil                  | Mato Grosso do Sul Paraná São Paulo |
| Oceano Atlântico        | |